# Habropoda tristissima
Habropoda tristissima är en biart som först beskrevs av Cockerell 1904.  Habropoda tristissima ingår i släktet Habropoda och familjen långtungebin. Inga underarter finns listade i Catalogue of Life.